# Lisa Goldstein (scrittrice)
Elizabeth Joy Goldstein, nota come Lisa Goldstein (Los Angeles, 21 novembre 1953), è una scrittrice di fantascienza statunitense.
Vincitrice nel 1983 del National Book Award. Ha pubblicato due libri fantasy sotto lo pseudonimo di Isabel Glass.